# Santhal Pargana (Distrikt)
Der Distrikt Santhal Pargana (auch Santal Pargana) war eine Verwaltungseinheit in Britisch-Indien und danach im Bundesstaat Bihar in Indien. Er umfasst den heutigen Nordosten des Bundesstaats Jharkhand. Das Gebiet ist heute in die Distrikte Deoghar, Dumka, Godda, Jamtara, Pakur und Sahibganj (ehemals Rajmahal) aufgeteilt.

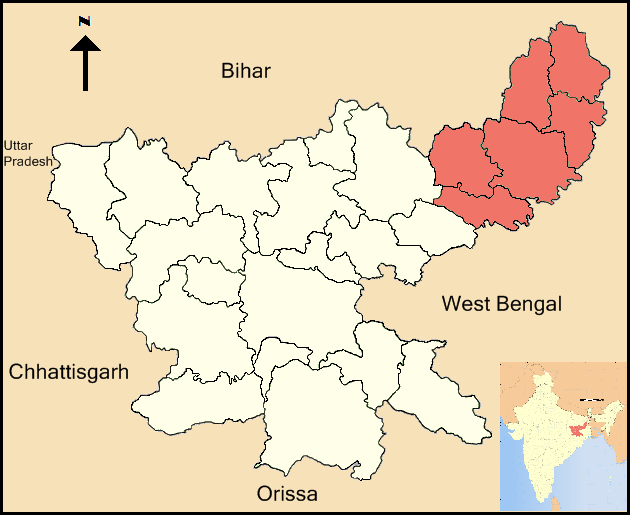
Das Gebiet Santhal Pargana

## Geschichte
Er entstand nach dem Santal-Aufstand aus Teilen der Divisions Bhagalpur und Birbhum. Nach dem Ende des Aufstands begannen die Briten eine Reform. Mit der Regulation XXXVII wurde das Gebiet 1855 der Präsidentschaft Bengalen unterstellt. Der Distrikt existierte bis zu seiner Aufteilung von 1855 bis 1983. Nach der Unabhängigkeit Indiens wurde das Gebiet Teil des Bundesstaats Bihar. Seit dem Jahr 2000 gehört es zum neugegründeten Bundesstaat Jharkhand.

## Verwaltung
Ein Vize-Gouverneur verwaltete den Distrikt von Bhagalpur aus. Die Gebietshauptstadt wurde 1872 von Bhagalpur nach Dumka verlagert. Das Gebiet wurde in die sechs Parganas Deogarh, Dumka, Godda, Jamtara, Pak(a)ur und Rajmahal (heute Sahibganj) aufgeteilt.

## Bevölkerung
Das dicht bewaldete Gebiet (deshalb der britische Name Jungleterry = Dschungelgebiet) wurde ursprünglich von den Paharia besiedelt. Diese Ursprungsbevölkerung hatte sich nach der Einwanderung der Drawiden und der Indoarier in das gebirgige Waldgebiet zurückgezogen. Nach der Übernahme des Gebiets durch die Briten im Jahr 1765 sollten weite Waldgebiete gerodet werden, um landwirtschaftlich genutzt zu werden. Da den einheimischen Paharias Bäume heilig waren und sie keinen Wald roden wollten, förderten die Briten die Zuwanderung von anderen Volksgruppen. Neben wenigen Biharis und Bengalen kamen vor allem Santal in das Gebiet. Diese holzten die gesamten Ebenen ab. Das ethnische Profil des Gebietes veränderte sich durch die Zuwanderung total. Die Paharia wurden zur Minderheit und die Santal zur Bevölkerungsmehrheit. Deshalb erhielt das Gebiet bei der Gründung des Distrikts im Jahr 1855 auch den Namen Santhal Pargana (Gebiet der Santal).

## Bevölkerungsentwicklung
In den beiden ersten Jahrzehnten des 20. Jahrhunderts wuchs die Bevölkerung kaum. Ein stärkeres Bevölkerungswachstum setzte erst nach der Unabhängigkeit Indiens ein. Durch diese starken Zuwächse wurde es immer schwieriger, den Distrikt zu verwalten. Deshalb teilte man den Distrikt in den frühen 1980er-Jahren in kleinere Einheiten auf. 
| Jahr      | 1901      | 1911      | 1921      | 1931      | 1941      | 1951      | 1961      | 1971      | 1981      |
| Einwohner | 1.804.526 | 1.877.486 | 1.793.742 | 2.050.258 | 2.234.497 | 2.322.092 | 2.675.203 | 3.186.908 | 3.717.528 |